# ایوار بالانگرود
ایوار بالانگرود ورزشکار مرد رشتهٔ اسکیت سرعتی اهل کشور نروژ است. وی در بین سال‌های ‎۱۹۲۸ تا ۱۹۳۶ میلادی در مسابقات بازی‌های المپیک زمستانی در مجموع ۷ مدال، شامل ۴ مدال طلا و ۲ نقره و ۱ برنز را کسب کرد.